# Simon Bedford
Simon Bedford (* 8. Februar 1976 in Bradford, West Yorkshire) ist ein englischer Snookerspieler. Zwischen 1995 und 2014 spielte er insgesamt mit zwei Unterbrechungen 16 Jahre auf der Profitour.

## Karriere

### Profijahre 1995–2006

#### Profijahre 1995–1997
Bedford wurde 1995 Snookerprofi und zog beim ersten Ranglistenturnier der Saison – dem Thailand Classic – in die viertletzte von neun Qualifikationsrunden ein, wo er gegen Ian Graham ausschied. Nach einer Auftaktniederlagen beim Benson & Hedges Championship erreichte er beim Grand Prix die sechste Qualifikationsrunde. Nach einer Drittrundenteilnahme in der Qualifikation für den UK Championship erreichte Bedford bei den Welsh Open und International Open die vierte Qualifikationsrunde. Nach zwei frühen Niederlagen zog er bei den British Open in die sechste Qualifikationsrunde ein, wo er gegen John Giles verlor. In der WM-Qualifikation schied er in der zweiten Runde aus. Auf der Weltrangliste platzierte er sich auf Platz 323.
Zum Start der nächsten Saison erreichte Bedford nach zwei Auftaktniederlagen die fünfte Qualifikationsrunde vom Grand Prix, wo er gegen Sean Storey ausschied. Nach einer Viertrundenteilnahme an der Qualifikation für den UK Championship und mehreren frühen Niederlagen zog Bedford in die sechste Qualifikationsrunde der Thailand Open ein. Bei den British Open erreichte er die vierte Qualifikationsrunde und zum Saisonabschluss die fünfte Runde der WM-Qualifikation. Auf der Weltrangliste konnte er sich auf Platz 215 verbessern, doch er verlor seinen Main-Tour-Status.

#### Auf und Ab zwischen den Spielklassen
In seiner dritten Profisaison nahm Bedford an der zweitrangigen UK Tour teil, wo er überraschend das dritte Event mit 6:3 gegen Robert Milkins gewann. Nach einer weiteren Achtelfinalteilnahme auf der UK Tour besiegte er in der WM-Qualifikation unter anderem Paul Davison, Mark Johnston-Allen, Euan Henderson und Tony Jones, sodass er in der allerletzten Qualifikationsrunde auf Gary Wilkinson traf. Bedford rang ihn mit 10:9 nieder und qualifizierte sich somit für die Endrunde im Crucible Theatre, wo er auf den sechsfachen Weltmeister Steve Davis traf. Davis besiegte ihn mit 10:6. Zu Beginn der nächsten Saison wurde er wieder Profi auf der Main Tour.
Nach zahlreichen frühen Niederlagen zu Beginn der Saison 1998/99 zog Bedford bei den Scottish Open, beim Thailand Masters, beim China International und bei den British Open in die Runde der letzten 96 ein, wo er aber jedes Mal scheiterte. In der WM-Qualifikation verlor er sein Auftaktspiel gegen den Isländer Kristján Helgason. In der Weltrangliste platzierte er sich auf Rang 128 und damit außerhalb der Main-Tour-Ränge.
In der nächsten Saison musste Bedford wieder in die UK Tour, wo er einmal das Achtelfinale und einmal das Viertelfinale erreichte. Beim Benson & Hedges Championship zog er überraschend ins Finale ein, wo er aber das Masters-Ticket durch ein 4:9 gegen Ali Carter nicht bekam. Beim dritten Event der  UK Tour zog er ebenfalls ins Finale ein, doch diesmal besiegte er Barry Hawkins mit 6:5. Er platzierte sich auf Platz 2 der UK-Tour-Rangliste und wurde so wieder Profi.
In der Saison 2000/02 erreichte er häufig die Runde der letzten 128 bei Ranglistenturnieren, doch weiter kam er selten. Beim Grand Prix kam er eine Runde weiter, in der WM-Qualifikation kam er sogar in die vorletzte Runde, wo er aber dem Nordiren Patrick Wallace unterlag. Auf Weltranglistenplatz 110 gelegen, stieg er wieder ab.
Während der Saison 2001/02 erreichte Bradford in der zweiten Spielklasse, die inzwischen als Challenge Tour nur noch Amateurstatus hatte, einmal das Viertelfinale sowie zweimal das Halbfinale, doch weiter kam er nicht. In der WM-Qualifikation verlor er in der dritten Runde gegen Mehmet Husnu. Seine Ergebnisse reichten dennoch für eine Qualifikation für die nächste Main-Tour-Saison aus.

#### Main-Tour-Jahre 2002–2006
In der Saison 2002/03 gewann er – mit Ausnahme der UK Championship – immer sein Auftaktspiel, doch weiter kam er nur bei den Welsh Open und Scottish Open, wo er in der jeweils folgenden Runde ausschied. Auf der Weltrangliste platzierte er sich auf Platz 93.
Zu Beginn der Saison 2003/04 erreichte Bedford die letzte Qualifikationsrunde des LG Cups, wo er nach Siegen über Joe Meara, Jason Prince, Andy Hicks und Gary Wilkinson gegen Marco Fu ausschied. Nach drei Auftaktniederlagen in Folge erreichte er bei den Welsh Open die viertletzte Qualifikationsrunde, in der er gegen Luke Simmonds ausschied. Bei den European Open gelang ihm dann endlich wieder der Einzug in die Hauptrunde eines Ranglistenturniers nach der WM 1998. Er konnte unter anderem in der Qualifikation Jamie Cope und Dave Harold  besiegen, bevor er in der ersten Hauptrunde an dem Australier Quinten Hann scheiterte. Nach zwei weiteren Teilnahmen an der Runde der letzten 96, wo er beide Male ausschied, erreichte er in der WM-Qualifikation die dritte Runde, in der gegen Andy Hicks ausschied. In der Weltrangliste landete er auf Platz 75, sodass er auf der Main Tour verbleiben konnte.
Direkt zum Start der nächsten Saison erreichte Bedford beim Grand Prix die Hauptrunde, wo er gegen Peter Ebdon ausschied. Nachdem er bei den British Open in der drittletzten Qualifikationsrunde gegen Andy Hicks verloren hatte, zog er bei der UK Championship und bei den Welsh Open in die vorletzte Qualifikationsrunde ein, wo er gegen James Wattana bzw. Robin Hull ausschied. Ebenjene Runde erreichte er nach einer Zweitrundenteilnahme an der Qualifikation für den Malta Cup auch beim Irish Masters, diesmal unterlag er dem Engländer Nigel Bond. Nach einer Auftaktniederlage bei den China Open zog Bedford in die zweite Qualifikationsrunde für die Snookerweltmeisterschaft ein, wo er von Andy Hicks besiegt wurde. In der Weltrangliste erreichte er mit Platz 64 seine beste Platzierung.
Nach einer Auftaktniederlage zu Beginn der nächsten Saison erreichte Bedford die Runde der letzten 32 beim Masters Qualifying Event, wo er gegen Tony Drago ausschied. Nach drei weiteren Auftaktniederlagen erreichte er bei den China Open die vorletzte Qualifikationsrunde, in der er nach Siegen über Gary Wilkinson und Shokat Ali dem Schotten Drew Henry unterlag. In der WM-Qualifikation unterlag er direkt dem Malteser Alex Borg. Zum Ende der Saison fiel er auf Platz 69 der Weltrangliste, welcher nicht für eine Wiederqualifikation reichte.

### Amateurjahre 2006–2008
Direkt in der nächsten Saison nahm Bedford an der Pontin’s International Open Series teil, wo er aber nicht über die Runde der letzten 32 hinauskam. In der Saison 2007/08 erreichte er bei der PIOS einmal das Viertelfinale sowie zwei weitere Male das Finale. Im ersten Event siegte er mit 6:3 gegen Gary Wilkinson, bei seiner zweiten Finalteilnahme im sechsten Event verlor er mit 5:6 gegen Kuldesh Johal. In der PIOS-Rangliste landete er auf dem dritten Platz und qualifizierte sich so für die nächste Saison auf der Main Tour.

### Profijahre 2008–2014
Zum Auftakt der Saison 2008/09 erreichte Bedford die zweite Qualifikationsrunde für die Northern Ireland Trophy, wo er gegen David Gray verlor. Nach einer Auftaktniederlage erreichte er nach einem Sieg über Mark Williams die Hauptrunde vom Grand Prix, wo er gegen Peter Ebdon ausschied. Nach weiteren frühen Niederlagen zog Bedford in die vorletzte Qualifikationsrunde für die Snookerweltmeisterschaft ein, wo er gegen Jamie Burnett ausschied. In der Weltrangliste landete er auf Platz 72, eine Qualifikation für die nächste Saison gelang ihm über die Ein-Jahres-Rangliste.
Nach zwei Auftaktniederlagen zum Start der nächsten Saison erreichte Bedford die letzte Qualifikationsrunde des Shanghai Masters, wo er Barry Hawkins unterlag. Nach mehreren frühen Niederlagen erreichte er bei der UK Championship die vorletzte Qualifikationsrunde, in der er von Andrew Higginson besiegt wurde. Nach einer weiteren Reihe von Auftaktniederlagen gelang ihm der Einzug in die zweite Qualifikationsrunde für die Snookerweltmeisterschaft, doch er unterlag Robert Milkins mit 6:10. In der Weltrangliste verpasste er mit Rang 66 den Sprung in die sicheren Top 64, doch Bedford erhielt über die Einjahreswertung wieder die Startberechtigung für die nächste Saison.
Nach vielen frühen Niederlagen zu Beginn der nächsten Saison erreichte er bei den World Open und bei der UK Championship die vorletzte Qualifikationsrunde, in der er Marcus Campbell und Joe Swail unterlag. Beim German Masters drang er in die letzte Qualifikationsrunde vor, doch er verlor gegen Matthew Stevens mit 3:5. In den letzten drei Turnieren der Saison erreichte er zweimal die zweite Qualifikationsrunde, bei den China Open schied er schon in der ersten Runde aus. Auf der Weltrangliste rutschte er auf 79 ab, sodass er erneut seinen Main-Tour-Platz verlor. Doch Bedford konnte sich durch einen 4:3-Sieg über Lee Walker in der Q School direkt wiederqualifizieren. Des Weiteren nahm er während der Saison an Turnieren der Pontin’s Pro/Am-Tour teil, doch er kam nicht über das Achtelfinale heraus.
Während der Saison 2011/12 verlor Bedford sein Auftaktspiel in jedem Ranglistenturnier, an dem er teilnahm. Deutlich erfolgreicher war er in der Players Tour Championship, wo er drei Mal die Runde der letzten 32 und ein Mal das Achtelfinale erreichte. In der Weltrangliste rutschte er auf Platz 89 ab, doch er konnte sich über die PTC für die nächste Saison qualifizieren.
Im Juli 2012 gewann Bedford die Vienna Snooker Open, ein Pro/Am-Turnier in Wien, mit 5:2 gegen Jamie Jones.
Zu Beginn der nächsten Saison schied Bedford in zahlreichen Turnieren früh aus. Lediglich beim Wuxi Classic und beim German Masters zog er in die zweite Qualifikationsrunde ein, wo er aber beide Male ausschied. Auf der PTC erreichte er in diesem Zeitraum lediglich zwei Mal die Runde der letzten 32. Doch bei den World Open gelangen ihm Siege über Pankaj Advani, Peter Lines, Gerard Greene und über Ex-Weltmeister Ken Doherty, sodass er sich eigentlich für die Hauptrunde qualifiziert hatte. Doch Bedford musste an der Wildcardrunde teilnehmen, wo er an Lü Haotian scheiterte. Nach zwei weiteren Auftaktniederlagen zum Ende der Saison platzierte er sich auf Platz 85 der Weltrangliste, doch Bedford konnte auf der Main Tour verbleiben.
Nach mehreren frühen Niederlagen zum Beginn der Saison 2013/14 erreichte er bei den Australian Open die letzte Qualifikationsrunde, in der gegen Ken Doherty verlor. Nach weiteren frühen Niederlagen erreichte er beim Shanghai Masters die vorletzte Qualifikationsrunde, doch auch dort schied er aus. Beim UK Championship verlor er sein Auftaktspiel gegen Jamie Burnett. Es sollte sein letztes Spiel als Profi sein, danach trat er zu keinem Turnier der Saison an und verlor auf Weltranglistenplatz 95 seinen Main-Tour-Status.

### Weitere Amateurkarriere
In den Jahren 2016 und 2017 nahm Bedford erfolglos an der English Amateur Championship teil. 2017 versuchte er, sich über die Q School wieder für die Main Tour zu qualifizieren, doch er scheiterte im ersten Event im Halbfinale gegen den späteren Gruppensieger Ashley Hugill. Auch im nächsten Jahr nahm er an der Q School teil und nach zwei frühen Niederlagen zog er im dritten Event ins Finale ein, wo er aber mit 2:4 an Kishan Hirani scheiterte. In der folgenden Saison nahm Bedford als Amateur an den Riga Masters teil, wo ihm Siege über Mike Dunn und Niu Zhuang gelangen, bevor er gegen Kyren Wilson ausschied. Auch bei den Indian Open und European Open durfte er teilnehmen, dort verlor er jedoch seine Auftaktspiele. Weitere Anläufe in der Q School in den folgenden Jahren blieben erfolglos.
Des Weiteren nahm Bedford auch an der Challenge Tour teil. 2018/19 wahr er sehr erfolgreich und gewann Station 8 in Budapest mit 3:1 im Finale gegen David Lilley. Er trat allerdings nur bei 5 der 10 Turniere an und konnte im Kampf um die ersten beiden Plätze in der Tourwertung, die die Main-Tour-Qualifikation gebracht hätten, nicht eingreifen. Auch im Jahr darauf trat er nicht durchgehend an und kam auch nur einmal bis ins Achtelfinale. Bei der englischen Amateurmeisterschaft unterlag er ebenfalls im Achtelfinale dem späteren Sieger Ben Hancorn. Nach einem Jahr coronabedingter Pause spielte er in der WPBSA Q Tour 2021/22. In zwei der vier Turniere erreichte er das Halbfinale und damit Platz 7 der Tourwertung, in den Play-offs verlor er dann allerdings gegen Michael Georgiou.

## Erfolge
| Ausgang         | Jahr | Turnier                                      | Finalgegner    | Ergebnis |
| --------------- | ---- | -------------------------------------------- | -------------- | -------- |
| Profiturniere   |      |                                              |                |          |
| Zweiter         | 1997 | WPBSA Qualifying School – Event 4            | Paul Wykes     | 3:5      |
| Sieger          | 1998 | UK Tour – Event 3                            | Robert Milkins | 6:3      |
| Zweiter         | 1999 | Benson & Hedges Championship                 | Ali Carter     | 4:9      |
| Sieger          | 2000 | UK Tour – Event 3                            | Barry Hawkins  | 6:5      |
| Amateurturniere |      |                                              |                |          |
| Sieger          | 2007 | Pontin’s International Open Series – Event 1 | Gary Wilkinson | 6:3      |
| Zweiter         | 2008 | Pontin’s International Open Series – Event 6 | Kuldesh Johal  | 4:9      |
| Sieger          | 2011 | Q School                                     | Lee Walker     | 4:3      |
| Sieger          | 2012 | Vienna Open                                  | Jamie Jones    | 5:2      |
| Zweiter         | 2018 | Q School                                     | Kishan Hirani  | 2:4      |
| Sieger          | 2018 | Challenge Tour – Event 8                     | David Lilley   | 3:1      |